# Monontos ohtai
Monontos ohtai är en stekelart som först beskrevs av Tohru Uchida 1930.  Monontos ohtai ingår i släktet Monontos och familjen brokparasitsteklar. Inga underarter finns listade i Catalogue of Life.